# Korvangla
Korvangla, auch Korvangala, ist ein ca. 1.450 Einwohner zählendes Dorf im Distrikt Hassan im südwestindischen Bundesstaat Karnataka. Es ist bedeutsam wegen eines Hoysala-Tempels aus der Zeit um 1175.

## Lage
Korvangla liegt auf dem Dekkan-Plateau in einer Höhe von gut 960 m ü. d. M. ca. 12 km (Fahrtstrecke) nordöstlich von Hassan. Das Klima ist für indische Verhältnisse eher gemäßigt; Regen fällt hauptsächlich während der Monsunmonate Juni bis Oktober.

## Bevölkerung
Die mehrheitlich Kannada sprechende Bevölkerung besteht nahezu ausnahmslos aus Hindus; Moslems und andere Religionen bilden zahlenmäßig kleine Minderheiten. Der weibliche Bevölkerungsanteil liegt etwa 10 % über dem männlichen.

## Wirtschaft
Die Einwohner von Korvangla leben weitgehend als Bauern. Auf den Feldern der Umgebung werden hauptsächlich Weizen, Linsen und Gemüse angebaut. Auch Kokospalmen spielen eine wichtige Rolle im Wirtschaftsleben der Region.

## Geschichte
Korvangla war bereits im Mittelalter ein wichtiger Ort im Hoysala-Reich. Im 15. und in der ersten Hälfte des 16. Jahrhunderts war die Gegend Teil des Vijayanagar-Reiches, im Jahr 1690 kam sie unter die Kontrolle des Fürstenstaates von Mysore, dessen Herrschaft jedoch in der zweiten Hälfte des 18. Jahrhunderts durch Hyder Ali (reg. 1761–1782) und seinen Sohn Tipu Sultan (reg. 1782–1799) unterbrochen wurde. Später spielten die Briten die dominierende militärische und wirtschaftliche Rolle in Südindien.

## Sehenswürdigkeiten

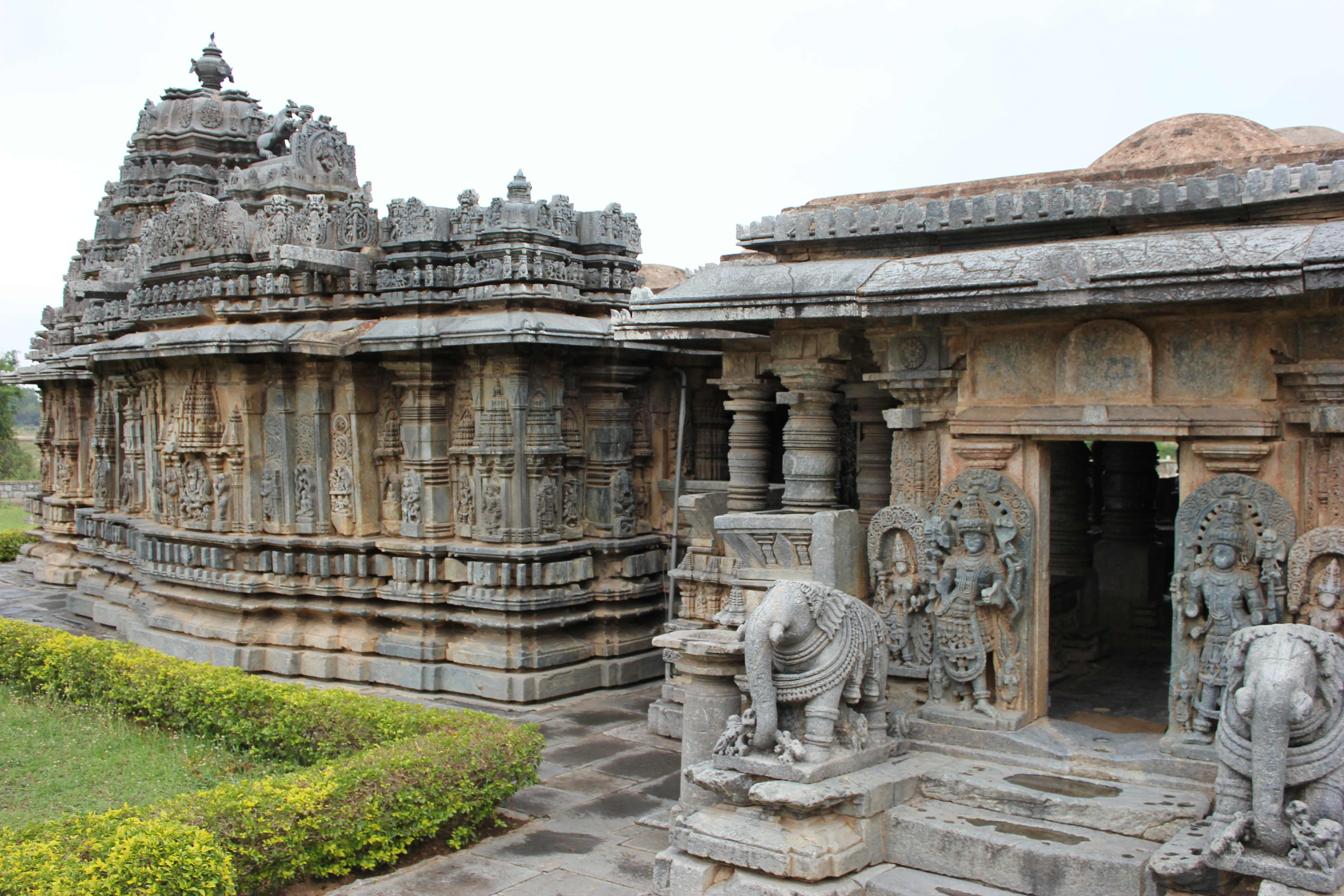
Südseite des Bucesvara-Tempels

- Der um 1170 entstandene Bucesvara-Tempel ist eine Stiftung eines wohlhabenden Hofbeamten oder Militärs am Hoysala-Hof mit Namen Buci; er ist dem Hindu-Gott Shiva geweiht und verfügt im Gegensatz zum Chennakeshava-Tempel in Somanathapura nur über eine Cella (garbhagriha) mit aufsitzendem Shikhara-Turm. Ein Vorraum (antarala oder sukhanasi) mit einer abschließenden Löwenkämpfer-Figur (yali) leitet über zu einer nahezu quadratischen Vorhalle (mandapa) mit gedrechselten Specksteinsäulen und kleinen Kragkuppeln. Es folgt eine weitere Vorhalle, deren seitliche Eingänge von nahezu lebensgroßen Wächterfiguren (dvarapalas) begleitet werden; eine weitere Halle mit der für einen Shiva-Tempel obligatorischen Nandi-Figur schließt sich nach Osten an. Alle Bauteile sind im Äußeren stark gegliedert und mit zahlreichen Figuren und Ornamenten geschmückt.
- Innerhalb des ummauerten Tempelbezirks befinden sich ein weiterer kleiner Tempel sowie eine figürliche Stele (hero stone).

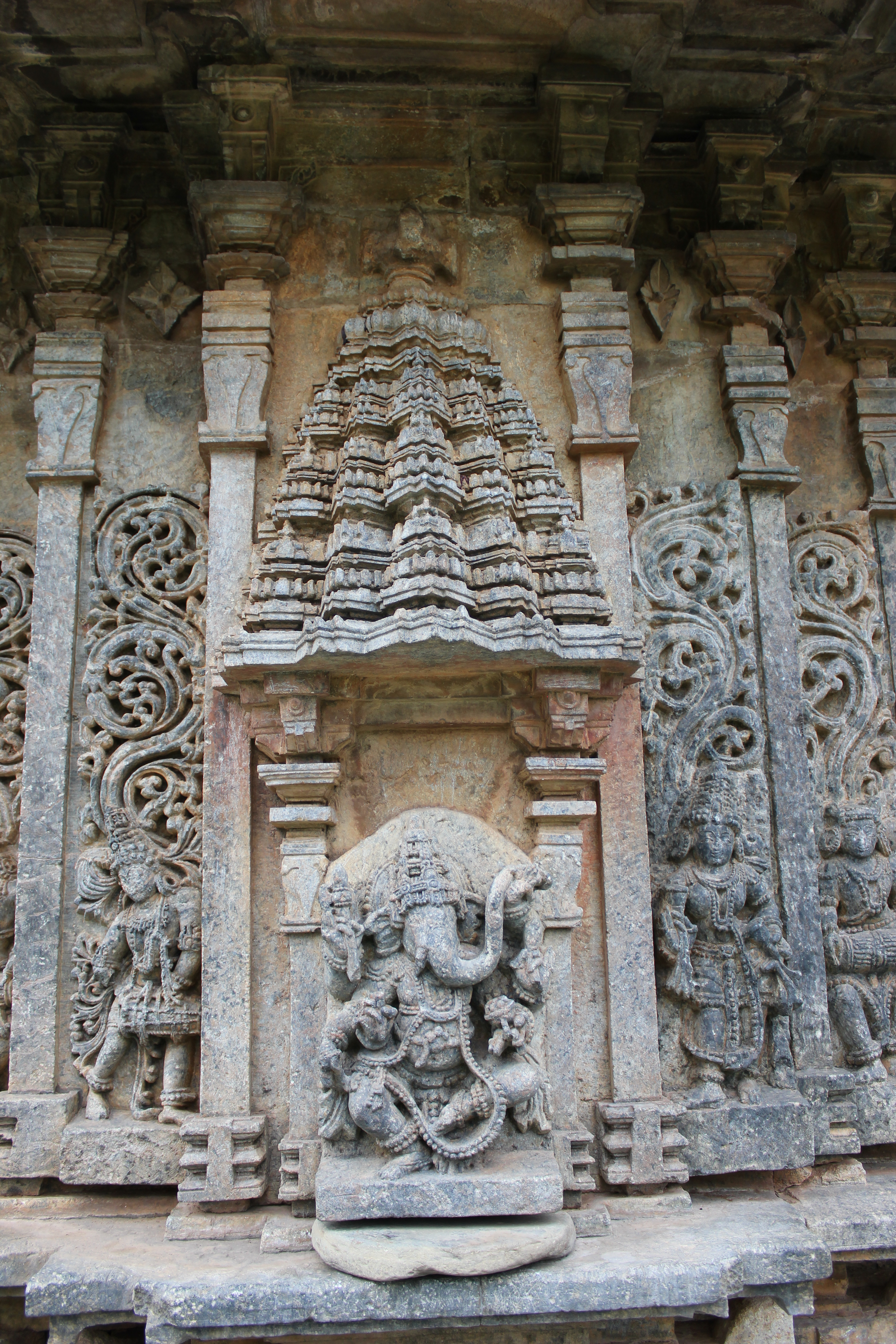
Ganesh-Figur
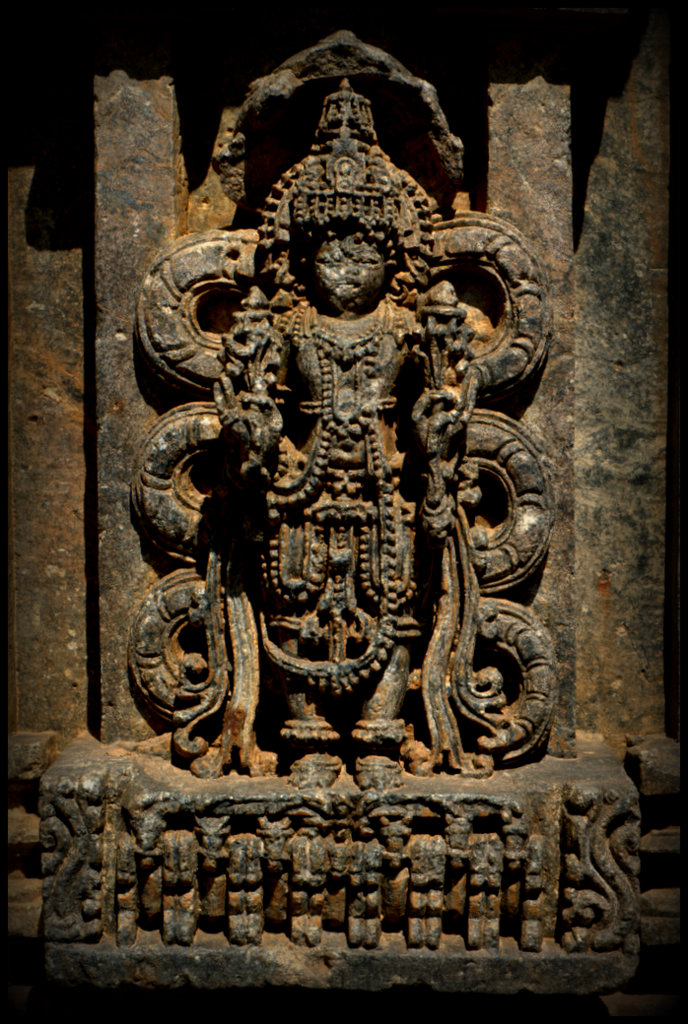
Schlangengottheit
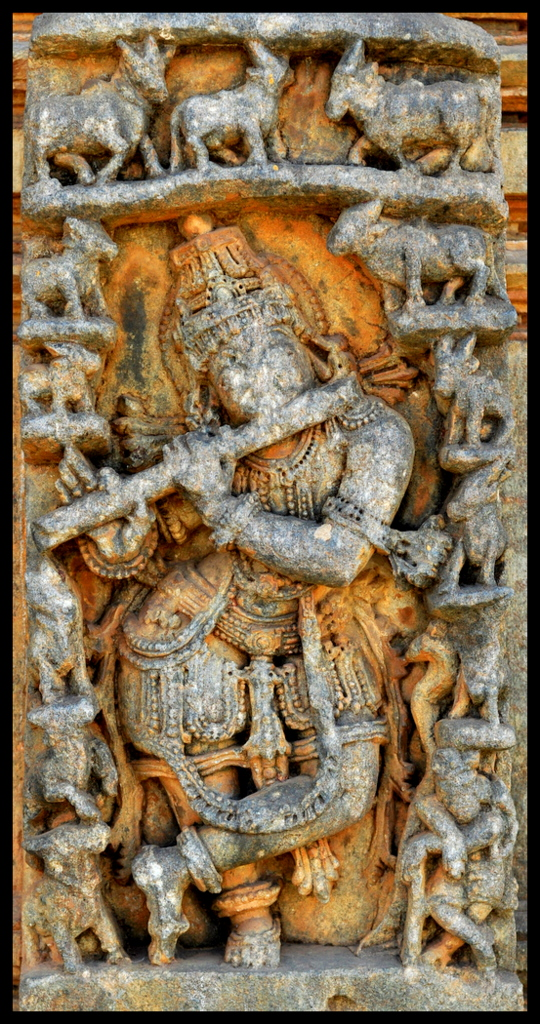
Flöte spielender Gott Krishna
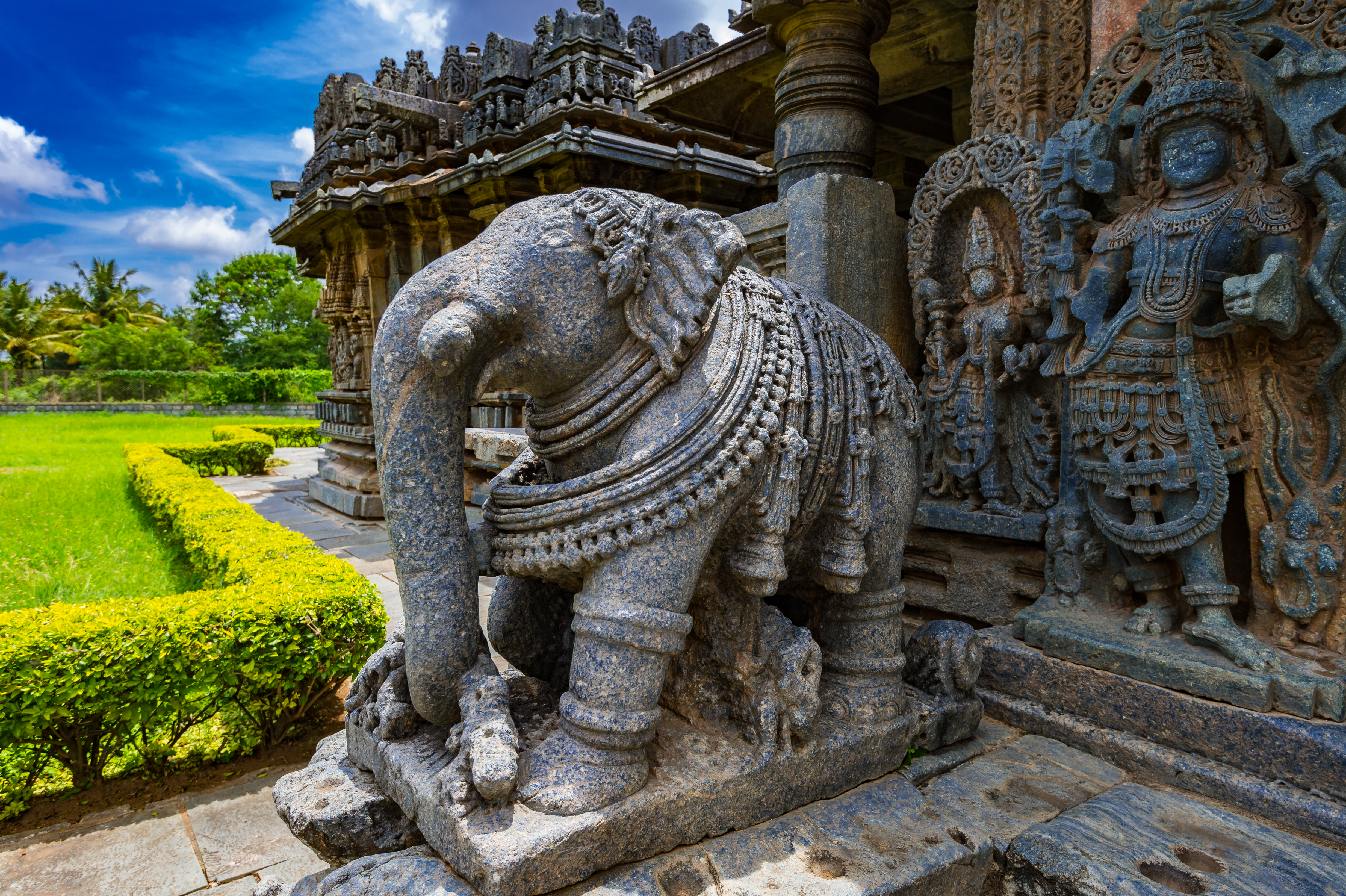
Elefant am Eingang
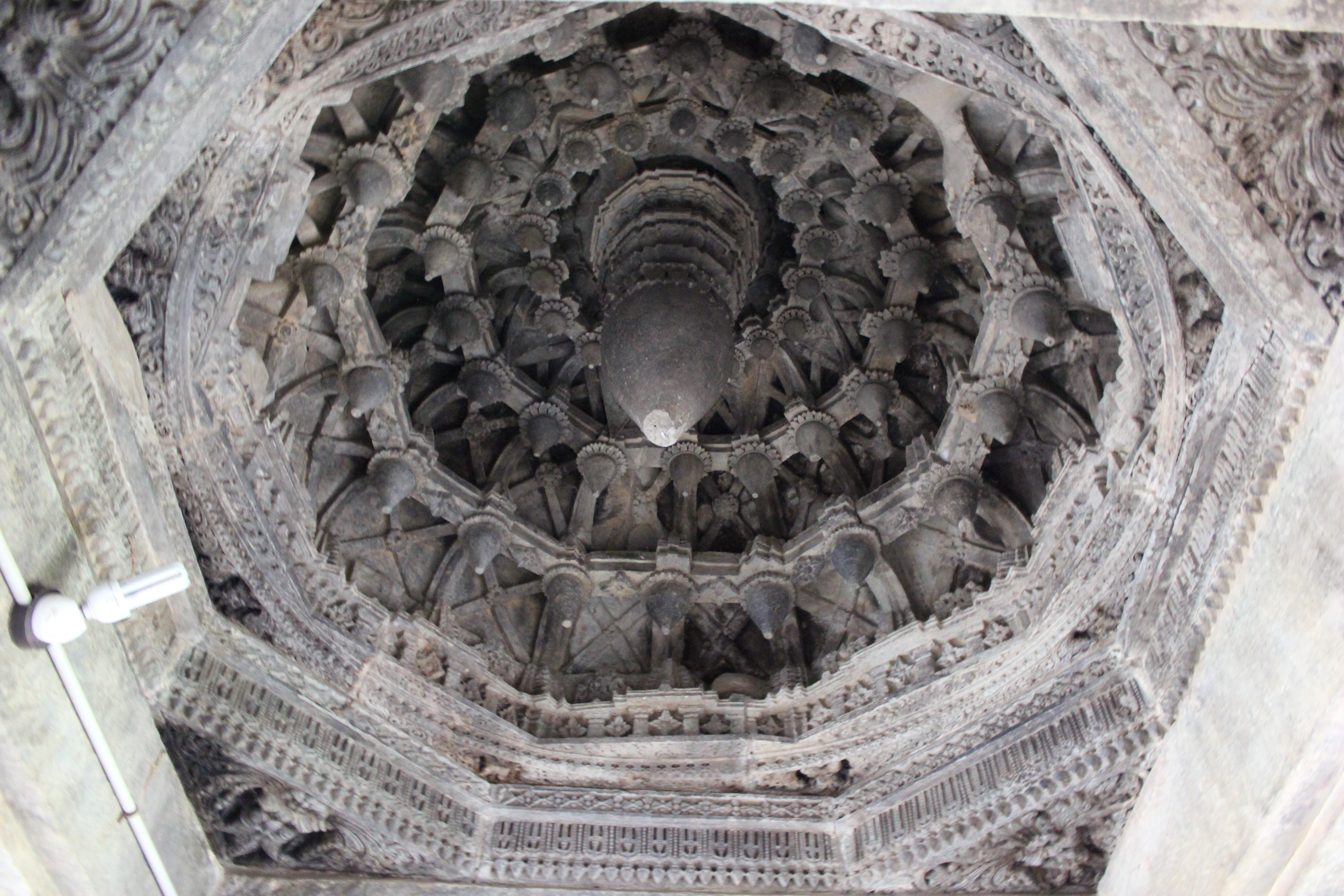
Kragkuppel mit hängendem Schlussstein
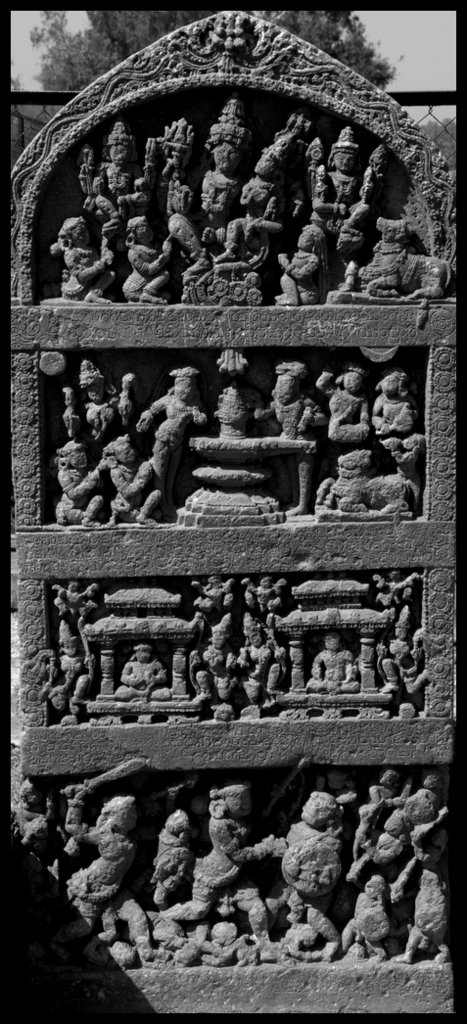
hero stone